# Krasnîi Hutir, Novhorod-Siverskîi
Krasnîi Hutir (în ucraineană Красний Хутір) este un sat în comuna Buda-Vorobiivska din raionul Novhorod-Siverskîi, regiunea Cernihiv, Ucraina.

## Demografie
Componența lingvistică a localității Krasnîi Hutir
     Ucraineană (54,93%)
     Rusă (45,07%)
Conform recensământului din 2001, majoritatea populației localității Krasnîi Hutir era vorbitoare de ucraineană (54,93%), existând în minoritate și vorbitori de rusă (45,07%).